# 観音寺 (牛久市)
観音寺（かんのんじ）は、茨城県牛久市にある天台宗の寺院。

## 歴史
平安時代末期 - 鎌倉時代初期に開山された。誰が創建したかは不明である。境内にある碑によれば、縁起は聖武天皇（724年 - 749年）のときに、行基が十一面観世音菩薩の像を彫刻して安置し、観音堂は大同二年（807年）の創建、嘉禄二年（1226年）大破のため修営したとある。
1525年（大永5年）、当地の領主土岐原治頼によって中興された。現在の本堂は、この時に建てられている。
1590年（天正18年）の小田原合戦により後北条氏が滅亡すると、土岐原氏も追放の憂き目に遭っている。
関東地方の新領主となった徳川氏により、関東総奉行・内藤清成が赴任、徳川家の威光を知らしめるべく、当寺の修復が行われている。

## 文化財
- 木造十一面観音坐像（茨城県指定文化財 昭和60年12月16日指定）[4]
- 観音寺本堂・仁王門2棟（附宮殿1基・須弥壇1基・棟札14枚・銘板1枚）（茨城県指定文化財 平成3年1月25日指定）[5]
  - 観音寺本堂（観音堂）
建立年代は、棟札に大永五年（1525年）とある。構造は桁行五間梁間五間の本体に、正面一間の向拝を設ける。内部は内陣と外陣に分かれて、その境界は格子戸の結界を設けている。建立当時の柱は内陣まわりに残り、高い位置で根継ぎが加えられている。組物の拳鼻の形状は室町時代の特徴を残す。その後、何度も修理を経てきたが、特に宝永三年から四年にかけて大修理が行われて再興されたものが現在に引き継がれている。しかし、1914年（大正4年）の屋根改修で軒先を切り詰めたことで腐食が甚だしく、部分的な修理不可となったことから、1990年（平成2年）に復元修理を完了した。[6][2]
  - 観音寺仁王門
構造は三間一戸の単層。左右の一間には寺院の守護神である金剛力士像（1650年）が収まる。古い柱痕跡や組物の肘木・斗・拳鼻などが、現本堂の大永五年（1525年）建立時のものと同一であることから、宝永年間の本堂大修理時に発生した古材を再利用して建立されたものと考えられている[7]。1915年（大正4年）に屋根瓦葺に改修し、1938年（昭和12年）に屋根亜鉛張に改修した。平成4年度・5年度の茨城県補助事業として、1994年（平成6年）3月に復元保存修理工事が完了した[2]。
- 阿弥陀来迎及び千手観音図（牛久市指定文化財 平成23年10月17日指定）[8]

ギャラリー
- 仁王門（茨城県指定文化財）
- 観音寺本堂（茨城県指定文化財）
- 回向堂（2010年再建）

## 交通アクセス
- 牛久駅より車15分。